# Famille de Mostuéjouls
 (juin 2024).
Si vous disposez d'ouvrages ou d'articles de référence ou si vous connaissez des sites web de qualité traitant du thème abordé ici, merci de compléter l'article en donnant les références utiles à sa vérifiabilité et en les liant à la section « Notes et références ».
La famille de Mostuéjouls est une famille de la noblesse française subsistante originaire du Rouergue (actuel département de l'Aveyron). Sa noblesse prouvée remonte au XIIIe siècle. 
Elle compte parmi ses membres un sénéchal, un cardinal, deux députés dont l'un fut pair de France en 1827.

## Histoire
La famille de Mostuéjouls est une famille de noblesse chevaleresque, elle prouve sa noblesse depuis l'année 1225[réf. incomplète].
Elle tire son nom du village de Mostuéjouls[réf. nécessaire], en Rouergue, où se trouve son château.
Au Moyen Âge cette famille compta parmi ses membres des chevaliers bannerets (chevaliers qui possédaient une bannière).
Elle compte également parmi ses membres des religieux et religieuses : prêtres, prieur, abbé, chanoinesses de Remiremont, chanoine de Saint-Julien de Brioude. Elle compte aussi deux chevaliers de Malte[réf. nécessaire].
Le patronyme de Mostuéjouls a été relevé par la famille Pahin.[réf. nécessaire]

## Armes, devises, titres
La famille de Mostuéjouls porte pour armes : De gueules, à la croix fleurdelisée d'or, cantonnée de quatre billettes du même.
Couronne : comte
Supports : deux lis au naturel
L'écu environné du manteau de Pair sommé de la toque de baron.

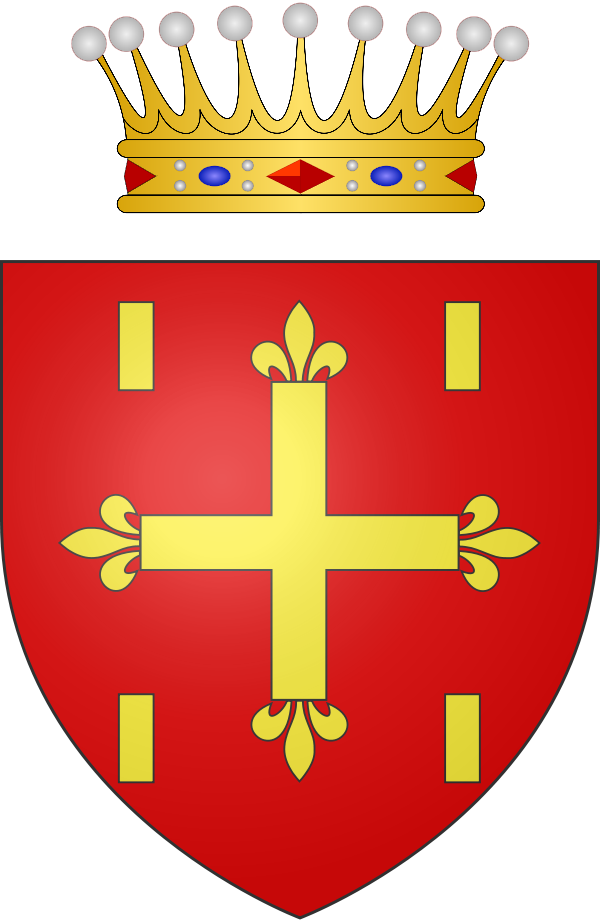
Armes timbrées de la famille de Mostuéjouls

- Titres : marquis ; comte ; vicomte (titres de courtoisie)

## Fiefs
Château et village de Mostuéjouls.

## Personnalités
- Guillaume de Mostuéjouls (mort vers 1307), sénéchal du comté de Rodez[réf. nécessaire]
- Raymond de Mostuéjouls (frère de Guillaume), évêque de Saint-Flour en 1317, puis de Saint-Papoul en 1319, cardinal en 1327
- Charles-François-Alexandre de Mostuéjouls (1769-1849), maire de Mostuéjouls, président du Conseil général de l'Aveyron (1818-1820 et de 1827 à 1829), député de l'Aveyron (1820-1827), pair de France (1827-1830), chevalier de Saint-Louis, chevalier de la Légion d'honneur
- Amédée-Hippolyte-Marie-Antoine de Mostuéjouls (1777-1849), député de l'Aveyron (1827-1830)

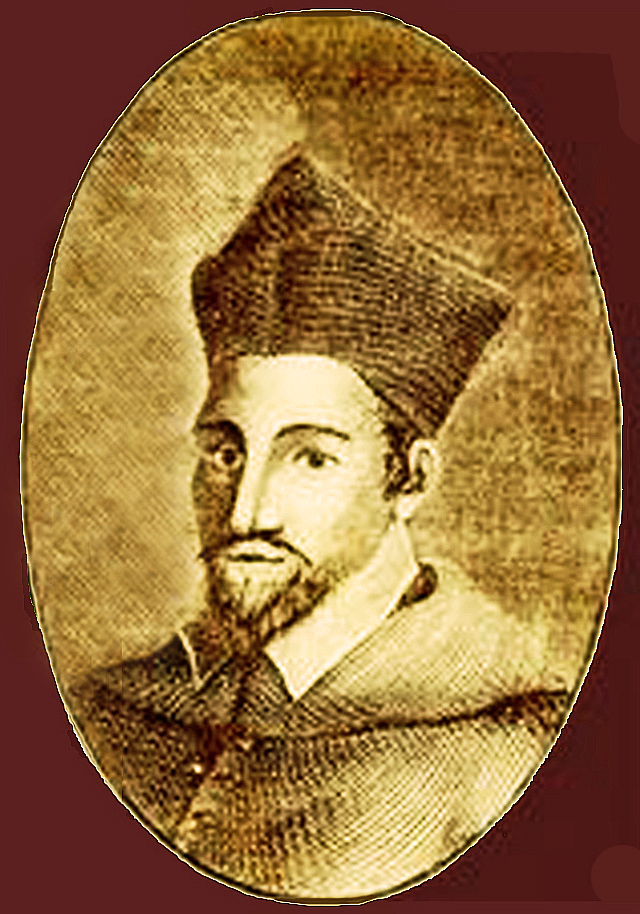
Raymond de Mostuéjouls

## Alliances
Les principales alliances de la famille de Mostuéjouls sont : de Prévinquières, de Faubournet de Montferrand, de Cardaillac, de Lévézou de Vézins, Clausel de Coussergues (1884, et une autre alliance vers la même époque).